# Volta ao Algarve de 1990
A 16.ª edição da Volta ao Algarve teve lugar em 1990.

## Generalidad(e)
A velocidade média desta volta é de ? km h.

## As etapas
| Etapa      | Localidades | Km | Vencedor                       | Segundo | Terceiro | Duração         | Velocidade Média do vencedor | Líder da geral        |
| 1.ª etapa  | ?           | ?  | Tim Harris, Guanabara          | ?       | ?        | ? h ?? min ?? s | ??,??? km h                  | Tim Harris, Guanabara |
| 2.ª etapa  | ?           | ?  | Delmino Pereira,               | ?       | ?        | ? h ?? min ?? s | ??,??? km h                  | ?                     |
| 3.ª etapa  | ?           | ?  | Paulo Pinto,                   | ?       | ?        | ? h ?? min ?? s | ??,??? km h                  | ?                     |
| 4.ª etapa  | ?           | ?  | Manuel Costa Martinez, Espanha | ?       | ?        | ? h ?? min ?? s | ??,??? km h                  | ?                     |
| 5.ª etapa  | ?           | ?  | Santiago Portillo, Espanha     | ?       | ?        | ? h ?? min ?? s | ??,??? km h                  | ?                     |
| 6.ª etapa  | ?           | ?  | José Rafael Garcia, Espanha    | ?       | ?        | ? h ?? min ?? s | ??,??? km h                  | ?                     |
| 7.ª etapa  | ?           | ?  | Fernando Carvalho,             | ?       | ?        | ? h ?? min ?? s | ??,??? km h                  | ?                     |
| 8.ª etapa  | ?           | ?  | Tim Harris, Guanabara          | ?       | ?        | ? h ?? min ?? s | ??,??? km h                  | ?                     |
| 9.ª etapa  | ?           | ?  | Delmino Pereira,               | ?       | ?        | ? h ?? min ?? s | ??,??? km h                  | ?                     |
| 10.ª etapa | ?           | ?  | Marco Chagas,                  | ?       | ?        | ? h ?? min ?? s | ??,??? km h                  | Fernando Carvalho,    |

## Classificação geral
| \| 1. Fernando Carvalho, \| ? h ?? min ?? s \| \| \| \| 2. Delmino Pereira, \| a ? min ?? s \| \| \| \| 3. Manuel Cunha, \| a ? min ?? s \| \| \| \| 4. ? \| a ? min ?? s \| \| \| |                 |  |  |
| 1. Fernando Carvalho, | ? h ?? min ?? s |  |  |
| 2. Delmino Pereira, | a ? min ?? s    |  |  |
| 3. Manuel Cunha, | a ? min ?? s    |  |  |
| 4. ? | a ? min ?? s    |  |  |

## Classificações secundárias
| Classificação por pontos          | Pedro Silva,        |
| Classificação do melhor escalador | José Dias,          |
| Classificação da melhor equipa    | Bom Petisco-Tavira, |

## Lista das equipas
| Louletano-Vale do Lobo | Ruquita-Philips-Feirense | Avibom-Lousa |
|                        |                          |              |
| Festina-Lotus          | Recer-Boavista           | Seur         |
|                        |                          |              |
| Alguerra-Componauto    | Bom Petisco-Tavira       |              |
|                        |                          |              |
|                        |                          |              |